# 佐藤麻子
佐藤 麻子（さとう あさこ、1966年12月19日 - ）は日本の女性声優。静岡県浜松市。81プロデュース所属。

## 略歴
11歳の時に埼玉県に転居。
英語系の学校卒業後は留学も企てていたが、ダラダラと過ごしていくうちに、タイミングを逃し、外資系会計事務所に就職。
3年ほど働いた後、役者を目指して、青二塾に入塾。その後、育児を優先して退所するまで8年半も青二プロダクションに所属していた。
2001年6月から復業して、モアナ・ファクトリーに2003年2月まで所属。同年4月にオフィスもりに所属し、2006年4月にフリーランスへ転向した後、2009年4月から81プロデュースに所属する。
オフィス★怪人社と業務提携していた時期もある

## 人物
言語は英語。趣味は旅行、鳥と戯れる、魚鑑賞。特技は英検準一級、空手（松濤館流）初段。
2人の兄がいる。娘と息子がいる。

## 出演

### テレビアニメ
- 美少女戦士セーラームーン（1992年 - 1993年、子供、看護師、DDガールズ） - 2シリーズ
- GS美神（1993年、悪霊）
- アニメ世界の童話（1995年、おばさん）
- ゲゲゲの鬼太郎（第4作）（1996年、女性C）
- それいけ!アンパンマン（2003年、カステラ姫〈3代目〉）
- あまえないでよっ!!喝!!（2006年、さくらの母）
- まじめにふまじめ かいけつゾロリ（2006年、レイナ姫）

### OVA
- あきらとカン太のゴミ冒険（カン太）

### 劇場アニメ
- ドラゴンボールZ 極限バトル!!三大超サイヤ人（1992年、主婦）
- 劇場版 マクロスF 恋離飛翼〜サヨナラノツバサ〜（2011年）

### ゲーム
- メタルエンジェル（1993年、結城アニー、シヴァ）
- メルティランサー（1996年、ゲルトルード・ゴルドマルク）
- リングにかけろ（1998年、ヘルガ）
- エレメンタルアーツ（1999年）
- バウンサー（2000年、リアン・コールドウェル）
- ギャロップレーサー2（2001年、英語実況）
- カンブリアンQTS 〜化石になっても〜（2003年、王麗華）
- 半熟英雄シリーズ（アルマムーン国王）
  - 半熟英雄対3D（2003年、ローポリン侯爵、エッグモンスター）
  - 半熟英雄4 〜7人の半熟英雄〜（2005年、エッグママ、スーモン 他）
- Yo-Jin-Bo〜運命のフロイデ〜（2005年、泰之丞野母）
- ゼノブレイド (2010年、リナーダ、ユミア)
- バットマン アーカム・ナイト（2015年、ヴィッキー・ベール）
- 城とドラゴン (2015年、ネズミ剣士/ノーム三兄弟（次男・三男））
- ライブアライブ（2022年、メスゴリラ、チャン、ちびっこハウス園長、船内アナウンス）

### ドラマCD
- スノーフラワー（晴枝）
- 聖痕のジョカ（マーヤー）
- ディア＝マイ＝フレンド（夏奈子の友人）
- 天馬の血族・番外編〜天空を見た事がある（橋立の母）
- Bバージン（住田夏紀）

### 吹き替え

#### 映画
- 異常犯罪捜査官（エヴァ・ブロンド）
- IN DREAMS/殺意の森
- カートレイサー
- ザ・コンテンダー（シンシア）
- 沈黙の陰謀
- トリプル・クロッシング（ミーシャ）
- バーグラーズ 最後の賭け（ソーニャ）

#### ドラマ
- シカゴ・ホープ
- 新スーパーマン
- ファースケープ

#### アニメ
- ムスティ（ナレーション、オウム）

### ナレーション
- web動画ナレーション DHC
- うみ・やま倶楽部
- 国土交通省 富士砂防事務所
- サイエンスチャンネル 原子力
- 第48回衆議院議員総選挙 政見放送
- タダノ
- 旅チャンネル ハワイ・シニアライフ
- 地域活性化 総務大臣表彰
- 千葉火力発電所常設映像
- 東レHITOE
- 日本学生科学賞
- 発掘!あるある大事典II
- ひと・ゆめ40
- 平野レミの早わざレシピ（番宣ナレーション）
- ヘーベルハウス配信動画コーナー
- ペットスペシャル
- 三菱化学
- 横浜国立大学公開講座案内映像

### ボイスオーバー
- 経済危機
- 大自然からの便り（ミカエラ）
- ボディブレイク（ジョアン）
- Little5　Big5（ミカエラ）

### テレビ番組
- アニマルホスピタル
- CNNスタイル
- CNNデイウォッチ
- 情報ライブ EZ!TV
- 人類のオデッセイ
- ステップ&ジャンプ（理科のお姉さん、ナレーション）
- 世界まる見え!テレビ特捜部
- そこに暮らす生き物達
- 大自然の王者
- 特ダネ情報ファイル
- ドリーム本舗
- 難問に挑戦!
- ワールドテレショップ

### CM
- TECMO 刻命館CF

### VP
- NTTラーニングシステム
- 海外NGO団体 活動VP
- みずほ銀行 社内研修VP

### その他コンテンツ
- 茨城県議会常設映像
- こどもちゃれんじ
- 五島プラネタリウム上映用フィルム
- 東京電力博物館常設映像（電子クン）
- Docomo Super Wave Station in 逗子海岸DJ
- とびだせ!さんすう（ミッチ―）
- 吉村作治の「エジプト探訪講座」